# Gomário

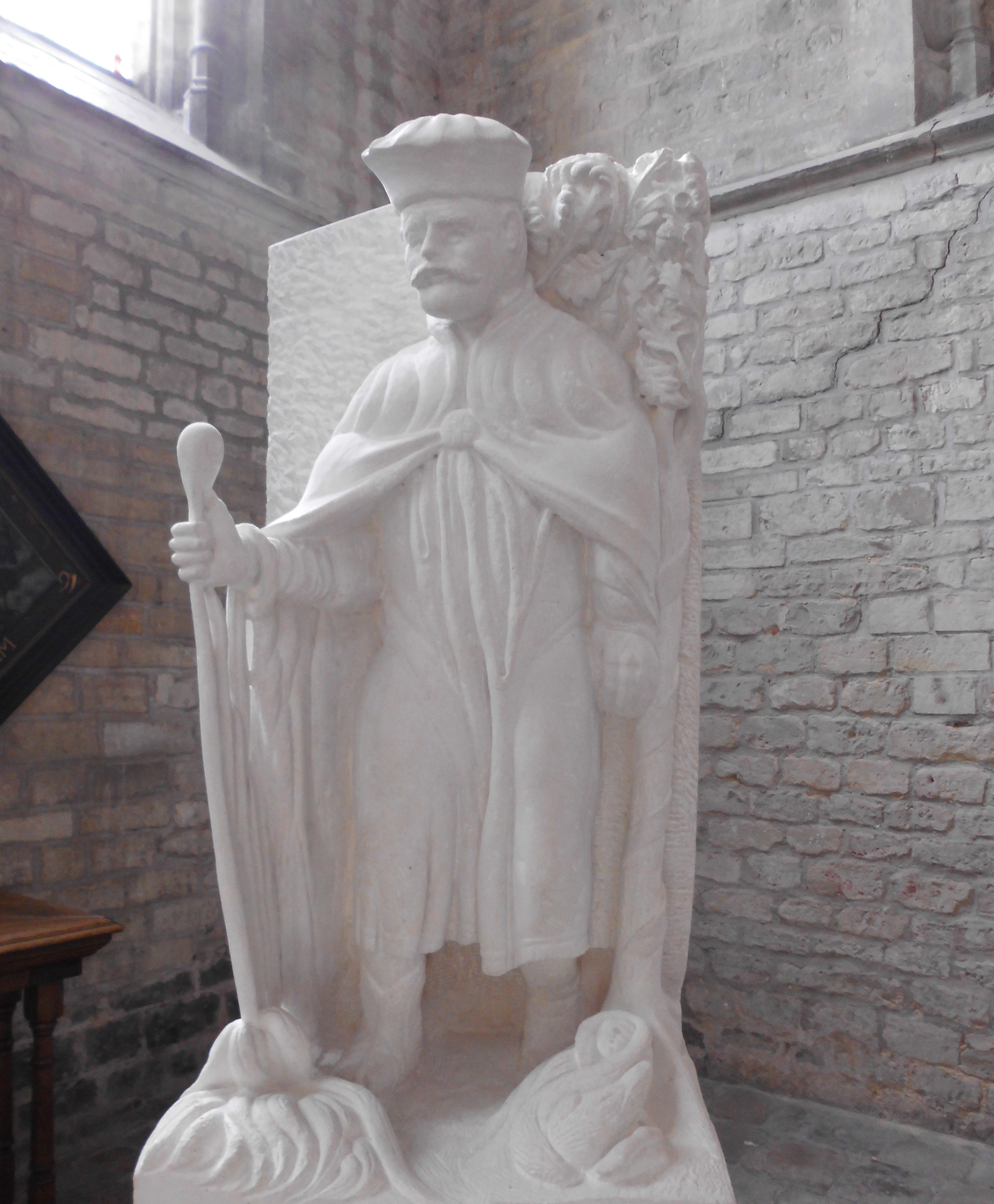
Estátua de São Gomário em Líer

São Gomário de Lier( Também conhecido como Gummarus ou Gommaire) é um santo que viveu no século VIII em Brabante, actualmente parte da Bélgica.
Em neerlandês Sint-Gummarus, em francês Saint Gommaire.

## Biografia
Nascido em 717, filho de um nobre , terá servido na corte de Pepino, o Breve. 
Casou com uma filha de nobres, de nome Guinmarie, de quem não obteve descendentes.
Integrou o exército de Pepino, tendo participado nas campanhas da Lombárdia, Saxónia e Aquitânia.
Durante a sua ausência de 8 anos, Guinmarie tornou-se autoritária e severa para com os seus servidores, recorrendo a ameaças e punições. Quando Gomário regressa a casa, tenta repor a paz no seu domínio, restituindo aos camponeses e servidores aquilo de que a sua esposa os havia desempossado.
Guinmarie não aceita bem e torna a vida matrimonial de Gomário extremamente difícil. Este, religioso devoto, não se demove e para escapar temporariamente da situação junta-se a um grupo de amigos com intenção de rumar em peregrinação a Roma.
Contudo a sua viagem não se cumprirá. É nesse momento que ele procede a um milagre, ao reparar uma árvore partida, colocando-a de novo em pé. Ele erige um mosteiro e igreja nos seus próprios domínios, em Lier e torna-se monge.
Continua a visitar Guinmarie, mas a sua relação não melhorará até aos momentos finais das suas vidas, quando se reconciliam. Terá morrido por volta do ano de 775.
O nome da cidade de Lier estará ligada à lenda do seu encontro com outro santo, S. Romualdo de Mechelen, um monge irlandês que tomou a missão de evangelizar os países baixos. No local onde se encontraram, S. Gomário colocou uma estaca. Essa estaca em breve ficou coberta por uma enorme era, lierre em francês, nome que foi dado à povoação que se formou em torno do mosteiro.
S. Gomário é considerado patrono da vila, assim como de lenhadores e fabricantes de luvas. É invocado para salvar maus casamentos e casais estéreis. A sua celebração ocorre em 11 de Outubro.